# Pulo Teungoh Ranto
Pulo Teungoh Ranto is een bestuurslaag in het regentschap Aceh Barat van de provincie Atjeh, Indonesië. Pulo Teungoh Ranto telt 280 inwoners (volkstelling 2010).